# آکادمی هنرهای زیبای رم
آکادمی هنرهای زیبای رم (به ایتالیایی: Accademia di belle arti di Roma) آکادمی دولتی آموزش عالی رم از قرن ۱۶ میلادی است.

## تاریخچه
نام قدیم این دانشکده سن لوکا بود که برای مطالعات هنری در آن زمان، تأسیس شده‌است که در سال ۱۸۷۰ تحت نام آکادمی هنرهای زیبای رم درآمد.
در این دانشگاه افراد ایرانی مشهوری تحصیل کرده‌اند. از جمله:
- لی‌لی لازاریان
- آلفرد لازاریان